# 2004年6月

## 6月30日
- 《蜘蛛侠2》全美公映。（页面存档备份，存于）
- 萨达姆被正式移交，伊拉克将公开审判BBC（页面存档备份，存于） VOA
- 中国国务院台湾事务办公室召开记者会，称只要台湾方面承认钱其琛所提的几点立场，就可以就三通展开谈判。钱其琛曾提到在商谈三通时可以避免一个中国的前提。发言人李维一也重申并未封杀张惠妹，张惠妹7月在大陆的演唱会也会照常举行。中新社（页面存档备份，存于）
- 少林寺在全球80个国家申请注册商标，保护其品牌不被滥用。BBC（页面存档备份，存于）
- 英国两位大主教代表英国圣公会的114名主教致函首相布莱尔，抨击驻伊联军的虐囚事件，认为英国政府在此事上采取了双重标准。BBC（页面存档备份，存于）
- 韩国新任国务总理李海瓒在首都汉城就职。新华社（页面存档备份，存于）
- 阿罗约宣誓就任菲律宾总统。亚洲新闻网
- 正在印度尼西亚出席地区安全会议的朝鲜外交部长白南淳表示，愿意与美国国务卿鲍威尔举行会谈。亚洲新闻网

## 6月29日
- 在北京市地铁4、5、9、10号线项目融资研讨暨推介会上，政府表示北京地铁将逐步实行分段收费。（页面存档备份，存于）
- 欧盟25个成员国的领导人在布鲁塞尔举行的首脑会议上一致同意提名葡萄牙总理巴罗佐担任新一任欧盟委员会主席。（页面存档备份，存于）
- 半岛电视台报道，又有一名被伊拉克武装分子劫持的美国士兵基思·M·莫平被枪决。凤凰网（页面存档备份，存于）
- 日本宣布将开始进行东海有争议海域的海底资源调查工作，目前中国也宣称该区域是中国专属经济区。新华社（页面存档备份，存于）
- 美国高等法院做出裁定，数百名被关押在关塔纳摩湾的囚犯有权在美国法院提起诉讼。中新社（页面存档备份，存于）
- 加拿大联邦选举结束，执政的自由党未能获得多数席位，将必须与其他政党合作组建25年来第一个少数党政府。BBC（页面存档备份，存于）
- 第17次北约峰会闭幕，会议发表了声明，称北约将全力支持伊拉克并提供协助。凤凰网（页面存档备份，存于）

## 6月28日
- 美国助理国务卿伯恩斯在的黎波里主持了美国驻利比亚联络处开馆仪式， 从而标志美利断交24年后已恢复直接外交关系。
- 北约首脑峰会在土耳其伊斯坦布尔举行。（页面存档备份，存于）新华社（页面存档备份，存于）
- 第28届世界遗产大会在苏州举行。（页面存档备份，存于）
- 为避免武装分子袭击，美国领导的驻伊联军提前两天向伊拉克临时政府移交权力。凤凰网（页面存档备份，存于）新华社（页面存档备份，存于）BBC（页面存档备份，存于）
- 英国《金融时报》宣称获得秘密文件，证实欧盟将拒绝承认中国的自由市场经济地位。金融时报[]
- 2004年欧洲足球锦标赛：捷克以3:0战胜丹麦，晋见四强。网易（页面存档备份，存于）
- 美国领导的驻伊拉克联军向伊拉克临时政府转交部分主权。
- 加拿大大选结束，由保罗·马丁领导的自由党未获得议会过半席次，将组少数政府。

## 6月27日
- 俄罗斯女选手伊辛巴耶娃在盖茨黑德举行的国际田联大奖赛上，以4米87的成绩打破了她自己保持的女子撑杆跳高世界纪录。
- 法国科学家研究发现，家驴可能起源于非洲东北部。（页面存档备份，存于）
- 2004年欧洲足球锦标赛：荷兰队通过点球大战以5：4的悬殊比分击败对手瑞典队，晋级四强。网易（页面存档备份，存于）
- 香港民主派宣布，今年的7月1日大游行将不会喊出“还政于民”的口号。联合早报（页面存档备份，存于）成报

## 6月26日
- 2004年欧洲足球锦标赛：第二场八强赛事结束，黑马希腊队再爆冷门，以1:0击败夺冠热门法国队，进入四强网易（页面存档备份，存于）
- 中国海关总署首次当选为世界海关组织理事会副主席（页面存档备份，存于）新华网（页面存档备份，存于）
- 俄罗斯车臣前副总理雅科夫·谢尔古宁夫妇在莫斯科波科罗夫卡大街遭袭击新华网（页面存档备份，存于）
- 三名土耳其人在伊拉克遭到绑架，绑架者要求土耳其政府在72小时内断绝与伊拉克美国领导的联军之间的商业合作关系，否则人质将被斩首。BBC（页面存档备份，存于）

## 6月25日
- 互联网出现“大学生杀手”（Trojan．Unfair．B）”新的木马病毒，该病毒会在每个月的15日删除电脑C盘下的所有数据，造成电脑系统崩溃新华网（页面存档备份，存于）
- 2004年欧洲足球锦标赛：第一场八强赛事结束，东道主葡萄牙和英格兰队在补时阶段比赛结束后2:2战平，葡萄牙最终凭借点球大战淘汰英格兰。网易（页面存档备份，存于）
- 美国参议院通过《支持香港自由》议案，中国外交部表示坚决反对。凤凰网（页面存档备份，存于）
- 每年11月间举行的拉斯维加斯Comdex电脑展因热潮退减今年将停办。联合早报

## 6月24日
- 菲律宾国会宣布阿罗约当选总统 VOA
- 波兰议会通过对总理贝尔卡的信任表决 新浪（页面存档备份，存于）
- 美国国务院认为朝鲜提出的核问题解决方案没有新意，建议朝鲜仔细考虑美方的提案。凤凰网（页面存档备份，存于）
- 具有浓厚党派色彩的前台视董事、陈水扁选举期间的重要“助选员”江霞将出任台湾中华电视公司总经理，而多位挺绿人士也获选进入董事会，引起华视内部部分人士反弹，多位高级主管称将要考虑离职，而在野党则批民进党是在绿化国有媒体。联合（页面存档备份，存于）中时东森（页面存档备份，存于）
- 2004年欧洲足球锦标赛：预赛D组比赛结束，捷克与荷兰出线，德国与拉脱维亚遭到淘汰。网易（页面存档备份，存于）

## 6月23日
- 韩朝六方会谈第三轮会谈在北京钓鱼台国宾馆举行，美国提出分阶段解决朝核问题方案。中新社（页面存档备份，存于）BBC（页面存档备份，存于）
- 巴勒斯坦领导人阿拉法特同意两个月内重整巴勒斯坦民事警察部队，还承诺将赋予总理库赖更多权力。（页面存档备份，存于）
- 2004年欧洲足球锦标赛：预赛C组的最后两场比赛结束，丹麦与瑞典双双出线，意大利惨遭淘汰。（页面存档备份，存于）
- 美国微软公司宣布，将从7月起提高免费电子邮件服务Hotmail的容量，从原先的2MB提升到250MB，付费邮箱容量则从10MB提高到2GB。
- 伊朗宣布八名误闯伊朗水域的英军船员已经获释。（页面存档备份，存于）
- 美国驻联合国副大使宣布，美国已经放弃争取延长美国士兵在国际刑事法庭的刑事豁免权。BBC（页面存档备份，存于）

## 6月22日
- 亚洲合作对话组织（ACD）第三次外长会在青岛开幕，中国国务院总理温家宝出席 []
- 内蒙古大兴安岭北部原始林区，因雷击引发大面积森林大火，火点达12处，过火面积为700多公顷（页面存档备份，存于）中新网
- 西藏境内首次铺铁路，青藏铁路在西藏境内铺轨 []
- 曾庆红会见突尼斯总统，并与突尼斯签署8项合作文（页面存档备份，存于）（页面存档备份，存于）
- 欧洲空间局在最新发布的公告中称，它将于2009年实施新的地球探测计划——Swarm
- 美国佛罗里达州出现美首例疯牛病致人死亡病例中新社（页面存档备份，存于）
- 俄罗斯车臣叛军袭击印古什警察总部 导致48人丧生 中新社（页面存档备份，存于）

## 6月21日
- 世界第一艘私人太空飞船：太空船一号成功首航，到达距地面98公里的太空。（页面存档备份，存于）

## 6月20日
- 中国新增15上将，分别是：葛振峰、张黎、由喜贵、张文台、胡彦林、郑申侠、赵可铭、朱启、李乾元、刘冬冬、雷鸣球、刘镇武、杨德清、吴双战和隋明太 （页面存档备份，存于）
- 曾庆红离开北京，开始出访突尼斯、多哥、贝宁、南非四国的行程。（页面存档备份，存于）
- 李长春离开北京，开始出访哈萨克斯坦、乌克兰、希腊和法国的行程。（页面存档备份，存于）
- 基地组织公布了处决从沙特阿拉伯绑架的美国人质保罗·约翰逊的照片。（页面存档备份，存于）
- 南韩公民金善日遭绑架，基地组织以斩首威胁韩国政府从伊拉克撤军。与金善日一同被擄的还有多名西方人。 （页面存档备份，存于）
- 菲律宾国会验票结果显示：5月10日举行的2004年菲律宾大选，现任总统阿罗约连任成功新华网（页面存档备份，存于）

## 6月19日
- 美国战斗机轰炸伊拉克费卢杰的一个居民区，造成至少２０名伊拉克人死亡，另有数人受伤新华网（页面存档备份，存于）
- 基地承认其在沙特首领阿卜杜勒阿齐兹·穆克林被打死，扬言继续“圣战”（页面存档备份，存于）

## 6月18日
- 日本内阁会议正式作出决定——派自卫队参加伊拉克多国部队（页面存档备份，存于）
- 湖南省衡阳市2004年初中毕业会考举行，很多学生和监考老师发现考题事前被泄露 。新华网（页面存档备份，存于）

## 6月17日
- 上海合作组织第四次峰会在乌兹别克斯坦首都塔什干举行，接纳蒙古国为观察员（页面存档备份，存于）
- 马加爵案了结——马加爵在云南昆明被执行死刑（页面存档备份，存于）
- 联合国秘书长科菲·安南反对给予参与联合国维和的美国人刑事豁免权（页面存档备份，存于）

## 6月16日
- 印尼1966年以来第一所设有华语的国民学校——设于巴厘岛“文化桥梁三语国民学校” 获准创办，将于7月19日新学年开学（页面存档备份，存于）
- 美国911调查委员会发表初步报告。

## 6月15日
- 美国预计为“9·11”事件受害者赔偿60亿美元（页面存档备份，存于）

## 6月14日
- 日本首相小泉纯一郎被人指控犯有强奸罪（页面存档备份，存于）

## 6月12日
- 2004年歐洲國家盃在葡萄牙开幕。

## 6月11日
- 中国大陆正式对本站进行封锁，不少內地站友都不能连上本站，多位管理员亦因此而不能履行管理员的职责。与此同时，中国新闻网：中宣部部长刘云山强调新闻宣传必须主动占领互联网这个新阵地（页面存档备份，存于）
- 卡西尼—惠更斯号造访土卫九（东八区为6月12日）

## 6月10日
- 中国援阿富汗一建筑工地遭恐怖袭击致11死5伤。新浪（页面存档备份，存于）

## 6月8日

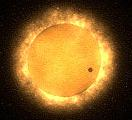
金星凌日

- 1882年以来、21世紀的首次金星凌日出现。
- 胡锦涛乘专机离开北京，开始对波兰、匈牙利、罗马尼亚、乌兹别克斯坦进行国事访问。（页面存档备份，存于）
- 胡锦涛与波兰总统会谈，并签署中波联合声明。（页面存档备份，存于）
- 自1882年以来，又一次金星凌日。新浪（页面存档备份，存于）
- 陳鱷鱷擾攘香港元朗南生圍半年後被捕。明報即時新聞網
- 6月8日至6月10日──八国集团领导人峰会在美国乔治亚州举行。

## 6月6日
- 诺曼底登陆60周年纪念仪式在法国隆重举行。法国总统希拉克主持仪式。美国总统布什、英国女王伊丽沙白二世、首相布莱尔、德国总理施罗德和俄罗斯总统普京等出席了仪式。新浪（页面存档备份，存于）

## 6月5日
- 美国前总统罗纳德·里根逝世，享年93岁。MSNBC（英文）（页面存档备份，存于）

## 6月4日
- 美國爆發了美國科羅拉多州推土機攻擊事件，馬文•赫米勒（英语：Marvin Heemeyer）與當地市政府因為房屋問題而起爭執。隨後馬文為了報復市政府而選擇將推土機改裝為坦克並開入科羅拉多州且摧毀半個格蘭比市，之後當地人選擇報警。警察到場後無能制止，最終坦克卡在了溝渠。隨後馬文選擇自盡。Marvin Heemeyer And His 'Killdozer' Rampage Through A Colorado Town（英文）（页面存档备份，存于）火爆鎮民 開推土機犁平小鎮（中文）（页面存档备份，存于）

## 6月2日
- 上海F1赛道全面建成。

## 6月1日
- 美国国家航空航天局（NASA）计划在2007年之前派机器人上太空维护哈勃太空望远镜，以延长其在没有宇航员维护之下的使用寿命。官方新闻（英文）（页面存档备份，存于）
- 美国一位数学爱好者近日发现了已知最大的素数。这个素数共有７百万位，可写成２的24036583次方减１。这是人类发现的第41个梅森素数。（页面存档备份，存于）
- 伊拉克新的临时过渡政府正式诞生，新总统加齐·亚瓦尔，总理伊亚德·阿拉维
- 中国国家主席胡锦涛会见来华访问的坦桑尼亚联合共和国总统 姆卡帕（Benjamin Mkapa）